# Huskies de Rouyn-Noranda
 (mars 2012).
Si vous disposez d'ouvrages ou d'articles de référence ou si vous connaissez des sites web de qualité traitant du thème abordé ici, merci de compléter l'article en donnant les références utiles à sa vérifiabilité et en les liant à la section « Notes et références ».
Les Huskies de Rouyn-Noranda sont une équipe de hockey évoluant dans la Ligue de hockey junior Maritimes Québec.

## Historique
Au début de la saison 1972-1973, le Bleu-Blanc-Rouge de Montréal est transféré de la Ligue de hockey de l'Ontario à la Ligue de hockey junior majeur du Québec. La saison suivante, l'équipe adopte un nouveau nom, le Junior de Montréal, nom qu'elle garde jusqu'en 1982 où elle déménage à Verdun. Deux années plus tard, l'équipe modifie son nom, passant de « Junior « à « Canadien Junior ». En 1989, la formation quitte définitivement l'île de Montréal et déménage à Saint-Hyacinthe où elle devient le Laser de Saint-Hyacinthe.
Le 25 avril 1996, les propriétaires du Laser, Sylvain Danis et Dave Morin, décident de transférer la franchise à Rouyn-Noranda et d'établir son domicile à l'Aréna Glencore, située dans le Centre Dave-Keon. Un concours est organisé pour choisir un nouveau nom pour la formation. L'équipe est alors brièvement appelé les Blizzards. Peu après le repêchage, une mise en demeure est envoyée par le Blizzard du Séminaire Saint-François. Les propriétaires décident d'adopter le nom Huskies pour éviter d'éventuelles poursuites.
En 2008, les Huskies battent successivement les Foreurs de Val-d'Or 4-0, l'Océanic de Rimouski à nouveau 4-0, les Sea Dogs de Saint-Jean 4-0 également et accèdent ainsi à la première finale de leur histoire. Contre les Olympiques de Gatineau, Rouyn-Noranda perd le premier match 6-2 devant 3 042 spectateurs à l'aréna Dave-Keon. Le deuxième match est remporté par les Huskies sur la marque de 6-2 également. Quelques jours plus tard, les Olympiques battent les Huskies 10-4 devant 4 000 spectateurs à l'Aréna Robert-Guertin puis gagnent la quatrième partie 4-1 le lendemain. Le 9 mai, malgré un bon départ, les Huskies s'inclinent en finale de la Coupe du président en perdant le cinquième de la série sur le score de 6-2.
En 2016, à leur 20e saison basée à Rouyn-Noranda, les Huskies connaissent la meilleure saison régulière de leur histoire en terminant premiers et en remportant leur première Coupe du président.
En 2019, ils remportent leur deuxième Coupe du président et la coupe Memorial, les consacrant, pour la première fois de l'histoire de la franchise, champions de la Ligue canadienne de hockey.
Les Huskies de Rouyn-Noranda ont changé le logo de l'équipe à la saison 2018-2019.

## Rivalité avec Val-d'Or
En raison de sa situation géographique, l'équipe partage une rivalité avec les Foreurs de Val-d'Or qui est souvent appelée « la bataille » ou « la guerre de la 117 », puisque les deux villes abitibiennes sont séparées par seulement 100 kilomètres de route.

## Joueurs
Le joueur qui détient le record du plus grand nombre de buts est Brent Aubin avec un total de 115 buts.

## Résultats
| Saison    | PJ | V  | D  | N  | DP | DTB | % V  | BP  | BC  | Pts | Classement                      | Séries éliminatoires       |
| --------- | -- | -- | -- | -- | -- | --- | ---- | --- | --- | --- | ------------------------------- | -------------------------- |
| 1996-1997 | 70 | 16 | 49 | 5  | -  | -   | 26,4 | 174 | 324 | 37  | 7e de la division Robert-Lebel  | Non qualifiés              |
| 1997-1998 | 70 | 43 | 23 | 4  | -  | -   | 64,3 | 338 | 245 | 90  | 1er de la division Robert-Lebel | Éliminés au premier tour   |
| 1998-1999 | 70 | 36 | 23 | 11 | -  | -   | 59,3 | 314 | 261 | 83  | 2e de la division Robert-Lebel  | Éliminés au troisième tour |
| 1999-2000 | 72 | 33 | 33 | 4  | 2  | -   | 50   | 272 | 288 | 72  | 2e de la division Ouest         | Éliminés au deuxième tour  |
| 2000-2001 | 72 | 43 | 22 | 5  | 2  | -   | 64,6 | 318 | 251 | 93  | 2e de la division Ouest         | Éliminés au deuxième tour  |
| 2001-2002 | 72 | 26 | 36 | 6  | 4  | -   | 43,1 | 232 | 281 | 62  | 3e de la division Ouest         | Éliminés au premier tour   |
| 2002-2003 | 72 | 31 | 33 | 0  | 8  | -   | 48,6 | 268 | 273 | 70  | 4e de la division Ouest         | Éliminés au premier tour   |
| 2003-2004 | 70 | 30 | 27 | 9  | 4  | -   | 52,1 | 260 | 265 | 73  | 3e de la division Ouest         | Éliminés au deuxième tour  |
| 2004-2005 | 70 | 31 | 23 | 11 | 5  | -   | 55,7 | 266 | 244 | 78  | 1er de la division Ouest        | Éliminés au troisième tour |
| 2005-2006 | 70 | 43 | 22 | -  | 2  | 3   | 65   | 305 | 259 | 91  | 3e de la division Ouest         | Éliminés au premier tour   |
| 2006-2007 | 70 | 36 | 27 | -  | 3  | 4   | 56,4 | 265 | 266 | 79  | 5e de la division Telus         | Éliminés au troisième tour |
| 2007-2008 | 70 | 47 | 20 | -  | 2  | 1   | 69,3 | 294 | 238 | 97  | 1er de la division Telus        | Finalistes                 |
| 2008-2009 | 68 | 30 | 30 | -  | 5  | 3   | 50   | 210 | 245 | 68  | 3e de la division Telus Ouest   | Éliminés au premier tour   |
| 2009-2010 | 68 | 41 | 21 | -  | 2  | 4   | 60,3 | 256 | 205 | 88  | 1er de la division Telus Ouest  | Éliminés au deuxième tour  |
| 2010-2011 | 68 | 12 | 50 | -  | 4  | 2   | 22,1 | 151 | 339 | 30  | 5e de la division Telus Ouest   | Non qualifiés              |
| 2011-2012 | 68 | 24 | 36 | -  | 4  | 4   | 41,2 | 227 | 296 | 56  | 5e de la division Telus Ouest   | Éliminés au premier tour   |
| 2012-2013 | 68 | 40 | 24 | -  | 1  | 3   | 61,8 | 283 | 255 | 84  | 2e de la division Telus Ouest   | Éliminés au troisième tour |
| 2013-2014 | 68 | 35 | 28 | -  | 3  | 2   | 55,1 | 254 | 243 | 75  | 5e de la division Telus Ouest   | Éliminés au deuxième tour  |
| 2014-2015 | 68 | 33 | 30 | -  | 4  | 1   | 66,9 | 246 | 245 | 71  | 4e de la division Telus Ouest   | Éliminés au premier tour   |
| 2015-2016 | 68 | 54 | 9  | -  | 3  | 2   | 83,1 | 302 | 181 | 113 | 1er de la division Telus Ouest  | Champions                  |
| 2016-2017 | 68 | 43 | 18 | -  | 2  | 5   | 68,4 | 272 | 181 | 93  | 1er de la division Ouest        | Éliminés au deuxième tour  |
| 2017-2018 | 68 | 39 | 19 | -  | 7  | 3   | 64,7 | 239 | 179 | 88  | 3e de la division Ouest         | Éliminés au premier tour   |
| 2018-2019 | 68 | 59 | 8  | -  | 0  | 1   | 87,5 | 320 | 138 | 119 | 1er de la division Ouest        | Champions                  |
| 2019-2020 | 63 | 29 | 30 | -  | 2  | 2   | 49,2 | 180 | 209 | 62  | 9e de la ligue                  | Séries annulées (Covid-19) |
| 2020-2021 | 40 | 17 | 18 | -  | 4  | 1   | 48,8 | 100 | 146 | 39  | 4e de la division Ouest         | Éliminés au premier tour   |
| 2021-2022 | 68 | 28 | 35 | -  | 1  | 4   | 44,9 | 190 | 256 | 61  | 3e de la division Ouest         | Éliminés au premier tour   |
| 2022-2023 | 68 | 37 | 24 | -  | 4  | 3   | 59,6 | 240 | 227 | 81  | 2e de la division Ouest         | Éliminés au deuxième tour  |
| 2023-2024 | 68 | 47 | 15 | -  | 1  | 5   | 73,5 | 301 | 192 | 100 | 1er de la division Ouest        | Éliminés au deuxième tour  |

## Logos successifs

Logo des Huskies de 1996 à 2006
Logo des Huskies depuis 2006

## Numéros retirés
- 3 Marc-André Bourdon[8] ;
- 9 Mike Ribeiro[9] ;
- 44 Jérôme Tremblay[9].

## Hommage
En 2016, les Huskies rendirent hommage à André Tourigny, entraîneur et directeur général de l'équipe entre 2002 et 2023, en soulevant une bannière en son nom au côté des numéros retirés dans les hauts de l'aréna Glencore.

## Brothers For Life - Mémoires d'une saison
En 2019, Martin Guérin réalise un documentaire nommé Brothers For Life – Mémoires d’une saison. Le documentaire suit l'équipe des Huskies de Rouyn-Noranda, avec des accès privilégiés, en trois chapitres : La saison, les séries de la Coupe du président et le tournoi de la coupe Memorial.
Le film participe, en 2019, à la programmation du Festival du cinéma international en Abitibi-Témiscamingue, où il reçoit une mention spéciale pour le Prix Bell Media.
En 2021, le Temple de la renommée du hockey à Toronto fait l'acquisition du film.